# Duke University Press
A Duke University Press (DUP) é uma editora acadêmica e editora universitária afiliada à Universidade Duke, nos Estados Unidos. A editora é talvez mais conhecida por suas publicações sobre estudos culturais e literários, como a Social Text.

## História
Foi fundada em 1921 por William T. Laprade como The Trinity College Press, pois a Universidade Duke foi inicialmente chamada de Trinity College, com William T. Laprade como seu primeiro diretor. Após uma reestruturação e expansão, o nome foi alterado para "Duke University Press" em 1926, com William K. Boyd assumindo como diretor. O escritor Dean Smith é o atual diretor da DUP.

### Diretores
| Nº | Nome                    | Mandato       |
| -- | ----------------------- | ------------- |
| 1  | William T. Laprade      | 1923–1926     |
| 2  | William K. Boyd         | 1926–1929     |
| 3  | Henry Dwyer             | 1929–1944     |
| 4  | W.T. LaPrade            | 1944–1951     |
| 5  | Ashbel Brice            | 1951–1981     |
| 6  | Richard Rowson          | 1981–1990     |
| 7  | Larry Malley            | 1990–1993     |
| 8  | Stanley Fish Steve Cohn | 1994–1998     |
| 9  | Steve Cohn              | 1998–2019     |
| 10 | Dean Smith              | 2019–presente |

## Temática
A Duke University Press publica aproximadamente 150 livros anualmente e mais de 55 periódicos acadêmicos, além de cinco coleções eletrônicas. A empresa publica principalmente em humanidades e ciências sociais, mas também é particularmente conhecida por seus periódicos de matemática. A ARTnews incluiu a Duke University Press em sua lista de Deciders de 2021, dizendo: "Muitas editoras universitárias publicam livros valiosos sobre arte, mas nenhuma aborda o assunto e tudo o que ele pode significar como a Duke University Press". Em 2022, o Amsterdam News declarou: "A Duke University Press é uma editora acadêmica líder que vem inovando na não-ficção negra na última década. Seu catálogo se torna mais robusto a cada ano ao escolher pensadores negros que estão à frente da curva e são especialistas em suas áreas."
Em fevereiro de 2021, a Duke University Press anunciou a formação do Scholarly Publishing Collective (Coletivo de Publicações Acadêmicas, em tradução livre), uma parceria com editoras e sociedades de periódicos acadêmicos sem fins lucrativos para fornecer serviços de periódicos, incluindo gerenciamento de assinaturas, atendimento, hospedagem, marketing e vendas institucionais. O programa de publicação de livros inclui:
- Religião,
- Música,
- Antropologia,
- Arte e história da arte,
- Estudos científicos,
- Teoria política e social,
- Estudos sobre mulheres e gênero.
- Estudos africanos,
- Estudos afro-americanos,
- Estudos americanos,
- Estudos asiáticos,
- Estudos asiático-americanos,
- Estudos chicanos/latinos e latino-americanos,
- Estudos culturais,
- Estudos de cinema e TV,
- Estudos indígenas e nativos americanos,
- Teoria queer/estudos LGBT.

## Autores notáveis
Autores notáveis publicados pela Duke University Press incluem:
- Achille Mbembe,
- Donna Haraway,
- Lauren Berlant,
- Arturo Escobar,
- Walter Mignolo,
- Jack Halberstam,
- Sara Ahmed,
- Jane Bennett,
- Patricia Hill Collins,
- Jennifer Christine Nash,
- Christina Sharpe,
- Dionne Brand,
- Fredric Jameson,
- Gloria E. Anzaldúa,
- Eve Kosofsky Sedgwick,
- Stuart Hall,
- C. L. R. James,
- James Baldwin.

## Acesso aberto
A Duke University Press é uma das treze editoras a participar do projeto piloto Knowledge Unlatched (Conhecimento Desbloqueado, em tradução livre), uma abordagem global de consórcio de bibliotecas para financiar livros de acesso aberto. A DUP forneceu livros para a Coleção Piloto e também publicou quase 100 livros adicionais por meio de outros programas de acesso aberto, incluindo a Towards an Open Monograph Ecosystem (Rumo a um ecossistema de monografias abertas, em tradução livre).